# Савчин Лев Степанович
Ле́в (Левко) Степа́нович  (*1928, Ражнів—†2006) — кандидат фізико-математичних наук, краєзнавець.
Народився в 02.01.1928 р. у селі Ражнів Бродівського повіту Тернопільського воєводства (нині село Ражнів Бродівського району Львівської області). Дитинство Лева Степановича минуло на хуторі Липник в с. Ражнів, де і сьогодні стоїть його батьківська хата.

## Участь в національно-визвольному русі
Як і в більшості українських селянських родин, батьки вчили змалку любити рідну землю і свій народ, тому їх діти росли патріотами. Старший брат Василь вояк УПА — «Нечай», референт юнацтва, загинув у 1945 р. потрапивши на засідку НКВС. Левко Степанович був приділений до юнацтва ОУН, брав участь у військових вишколах. Однак, складний розвиток національно-визвольних змагань другої пол. 40 — початку 50их років, загибель старшого брата та багатьох сусідів, що входили до кущової боївки «Підкови», визначили інший шлях хлопця. Він пішов в науку.

## Наукова діяльність
У 1951 р. закінчив фізико-математичний факультет Львівського педагогічного інституту. У 1951–1956 рр. учителював. В 1956–1961 рр. старший лаборант, 1961–1970 рр. асистент, 1971–1988 рр. доцент кафедри загальної фізики Львівського університету; з 1988 рр. — доцент лісотехнічного інституту. Захистив кандидатську дисертацію у 1968 році. Савчин Л. С. написав близько 20 наукових праць з фізики.
Співавтор посібника: Лабораторний практикум з фізики [Текст]: Навч. посібник / Є. С. Клос, М. В. Печений, Л. С. Савчин. — Львів: Видавництво Львівського університету, 1973. — 166 с.

## Краєзнавча діяльність
Лев Степанович завжди цікавився історією, краєзнавством. З виходом на пенсію поринув у вивчення і дослідження історії рідного краю. Написав багато краєзнавчих статей, дослідив витоки і походження рідного села Ражнева. Входив до редколегії літературно-краєзнавчого журналу «Брідщина», що виходив у м. Броди. Завжди бав участь у науково-практичних конференціях, друкувався у місцевій пресі. Серед його статей «З історії села Ражнева», «Вони творили на Брідщині», «Брідщина на старих географічних картах», «Сліди України на святій землі», «Повстанські криївки» та багато інших.
Він був одним з 11 учасників Першої краєзнавчої конференції «Брідщина — край на межі Галичини й Волині», яка відбулась у м. Броди 18 травня 2006 р.
Помер 20.10.2006 р., у м. Львів, похований в рідному селі Ражневі на Брідщині.

## Публікації
- З історії села Ражнева / Броди і Брідщина. Історично-мемуарний збірник. Книга 2. Під ред. Б. Зробка. — Броди,1998. — С.251-253.
- Перші не були кращими / Броди і Брідщина. Історично-мемуарний збірник. Книга 2. Під ред. Б. Зробка. — Броди,1998. — С.408-414.
- Ражневу — 900 років //Голос відродження. — Броди, 30 квітня 1999 року. — № 39-40. — С.4
- Мазепа в Бродах // Броди вечірні. — 12 вересня 2003 року. — п'ятниця. — № 37 (237). — С. 7
- Вони творили на Брідщині // Брідщина. Літературно-краєзнавчий журнал. — № 17. — Броди, 2004 р. — С.18-22.
- Брідщина на старих географічних картах. // Брідщина. Літературно-краєзнавчий журнал. — № 17. — Броди, 2004 р. — С.54-58.
- Повстанські криївки // Брідщина. Літературно-краєзнавчий журнал. — № 18. — Броди, 2005 р. — С.9-16.
- Сліди України на святій землі // Брідщина. Літературно-краєзнавчий журнал. — № 18. — Броди, 2005 р. — С.43-48.
- Броди — пограниччя Волинського князівства в ХІ — на початку XII ст. // Бродам 920 (1084–2004). Матеріали краєзнавчої конференції. — Броди: Бродівський історико-краєзнавчий музей,2005. — С.4-9.
- Бродівський відрізок торговельного шляху з України у Європейські країни (XVII–XIX ст.) // Брідщина. Літературно-краєзнавчий журнал. — № 19. — Броди, 2008 р. — С.22-31.
- Вони виборювали нашу незалежність: повстанці з с. Ражнева полеглі в 1939–1952 рр. // Брідщина — край на межі Галичини й Волині. Випуск 5. — Броди: Бродівський історико-краєзнавчий музей, 2012 р. — С.147-153.